# Caspar Mauritius

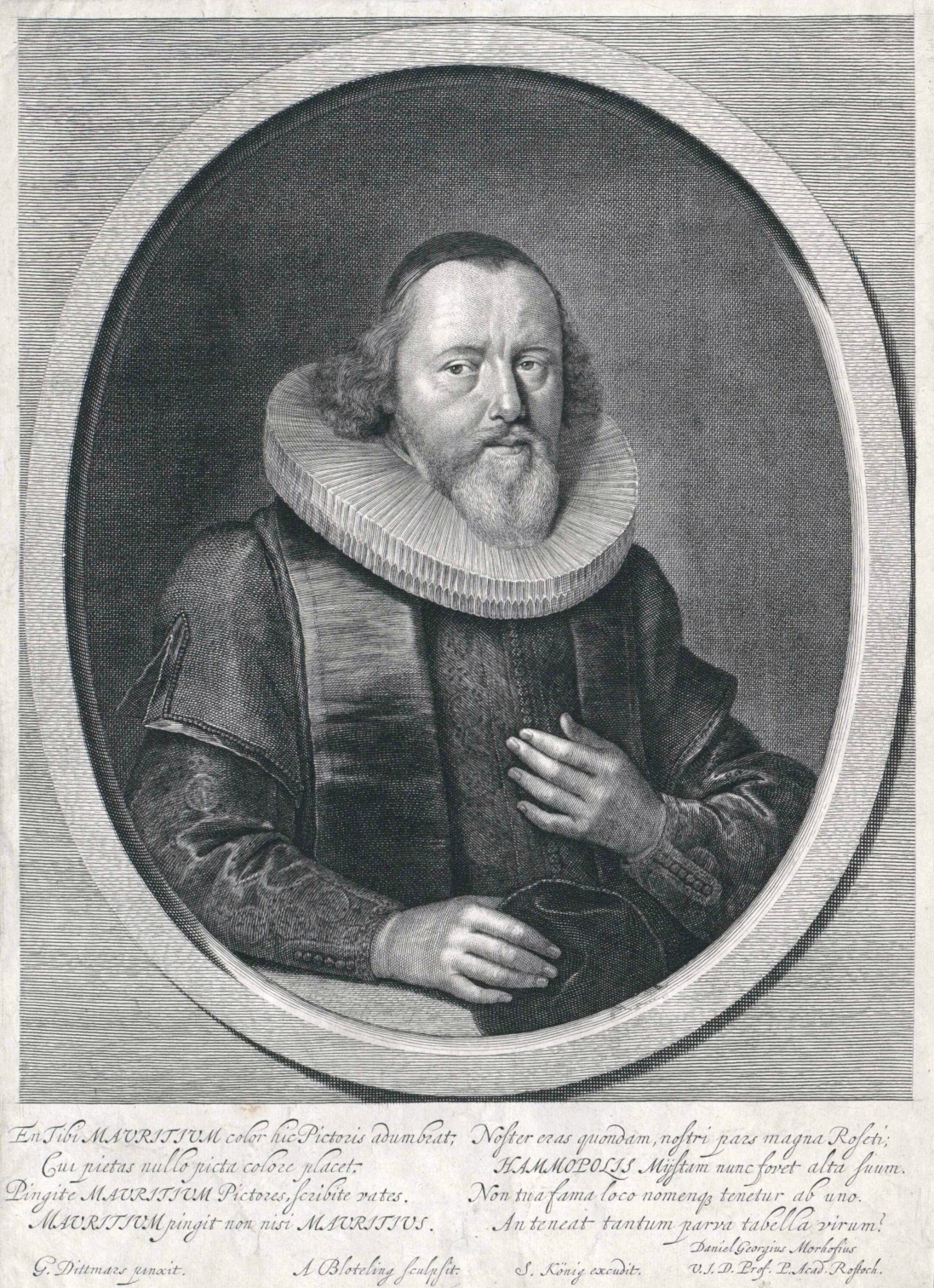
Caspar Mauritius, Stich von Abraham Blooteling

Caspar Mauritius, auch: Kaspar Mauritius (* 2. März 1615 in Tondern (Schleswig); † 14. April 1675 in Hamburg) war ein deutscher Theologe und Philosoph sowie Professor für Logik und Rektor der Universität Rostock.

## Leben
Caspar Mauritius war der Sohn des Pastors Johann(es) Mauritius. 1631 immatrikulierte er sich an der Universität Rostock, studierte Philosophie sowie biblische Philologie und schloss sein Studium 1638 in Königsberg als Magister ab. 1639 war Mauritius Konrektor in Bordesholm. 1642 ging er nach Rostock, wo man ihn 1644 zum Professor der Logik berief. 1648 wurde Mauritius zum Doktor der Theologie promoviert und erhielt nach dem Tod seines Lehrers Johann Quistorp der Ältere 1648 dessen Lehrstuhl für Theologie. Von 1650 an bekleidete Mauritius auch das Archidiakonat an der St. Marienkirche und ab 1653 das Pastorat. 1654 wurde Mauritius städtischer Superintendent.
An der Universität Rostock wurde Mauritius in den Jahren 1650 und 1656 jeweils für ein Semester zum Rektor gewählt. In der Zeit seines ersten Rektorates wurde ein Statut betreffend die Betreuung und die Aufsicht über die Bibliothek der Universität Rostock beschlossen, welches alle an der Hochschule existierenden Bücher vereinigt unter die Obhut zweier Professorenbibliothekaren stellte.
1662 ging Mauritius an die St. Jakobikirche nach Hamburg, wo er 1675 im Alter von 60 Jahren verstarb.

## Werke
- Disputationes politicae (1644–1646), Beteiligung an den rechtsphilosophischen Disputen um den Staat.
- Protoi pseidoz vel primum falsum Calvini (1649), Auseinandersetzung mit den Lehren Jean Calvins.
- Exercitationum Anti-Calvinianarum (1665), weitere Schrift zu den Lehren Jean Calvins.
- Exercitationes Anti-Socinianae (1669).
- Decas exercitationum in Formulam Concordiae (1651), theologische Schrift zur Erörterung der Konkordienformel.
- Exercitatio secularis de Simonia (1658), theologische Schrift zur Erörterung von Fragen und Problemen der Kirche.
- De officio Christianorum elenctico (1660), theologische Schrift zur Erörterung von Fragen und Problemen der Kirche.